# Sielsowiet Kopciówka
Sielsowiet Kopciówka (biał. Капцёўскі сельсавет, ros. Коптёвский сельсовет) – sielsowiet na Białorusi, w obwodzie grodzieńskim, w rejonie grodzieńskim. Od północy graniczy z Grodnem.

## Miejscowości
- agromiasteczko:
  - Kopciówka
- wsie:
  - Brzosty
  - Byczki
  - Cwiklicze
  - Czechowszczyzna
  - Gibulicze
  - Gniewieńszczyzna
  - Hornica
  - Józefówka
  - Kamionka
  - Kołpaki
  - Kopaniki
  - Korobczyce
  - Korzeniewicze
  - Koszewniki
  - Niemiejsze
  - Olszanka Mała
  - Olszanka Wielka
  - Pohorany
  - Połotkowo
  - Sławicze
  - Suchmienie
  - Żukiewicze
  - Żylicze
- chutor:
  - Skomoroszki